# Xenotrecha huebneri
Xenotrecha huebneri es una especie de arácnido  del orden Solifugae de la familia Ammotrechidae.

## Distribución geográfica
Se encuentra en Venezuela.